# Frank Thomas
Franklin M. Thomas (ur. 5 września 1912, zm. 8 września 2004) – amerykański animator pracujący dla wytwórni Walta Disneya. Był jednym z tzw. dziewięciu staruszków Disneya.
Wspólnie z przyjacielem Ollim Johnstonem, także animatorem napisali 4 książki na temat filmów animowanych.